# Bassface Swing Trio
Das Bassface Swing Trio ist ein Trio, das traditionellen Swing spielt. Es wurde im Jahre 2003 von dem Bassisten Jean-Philippe Wadle gegründet. Seitdem existiert es in seiner Originalbesetzung mit Pianist Thilo Wagner und Schlagzeuger Florian Hermann.

## Entstehungsgeschichte
Wadle lernte Pianist Wagner bei einem Konzert kennen, bei dem beide erstmals zusammen spielten. Wagner ist ein begnadeter Swing-Pianist, der vor allem durch seine Zusammenarbeit mit Emil Mangelsdorff und der Thilo Berg Bigband bekannt ist. Wadle sprach Wagner an, ob er Lust habe, mit ihm zusammen ein »Swing Trio der alten Schule« zu gründen.
Der Schlagzeuger Florian Hermann wurde das dritte Mitglied des Trios. Zu hören war er unter anderem auf den Jazzfestivals in Montreux, Honolulu, Belfort, Turin, Zürich, Hannover u. v. a. Er spielte mit namhaften Musikern wie Mike Smith, Jiggs Whigham, Tony Lakatos, James Moody, Bobby Shew und Bill Ramsey.

## Diskographie
- Bossa, Ballads and Blues, Stockfisch-Records, 2022 (mit Bruno Müller)
- A Tribute to Cole Porter, Stockfisch-Records, 2008 (mit Barbara Bürkle)
- Bassface Swing Trio plays Gershwin, Stockfisch-Records, 2007
- Straight Live, Rodenstein-Records, 2005